# Ladro contro assassino
Ladro contro assassino (1971) è un romanzo di Giorgio Scerbanenco, pubblicato postumo.

## Trama
Mario Marrìa esce di prigione. Ha terminato di scontare un anno a San Vittore a causa di una condanna per furto.
Prima di uscire il direttore ha voluto parlare con Mario e convincerlo ad abbandonare la sua carriera di "mani di fata": gli ha consegnato ventimila lire e due lettere di presentazione per farlo assumere come ragioniere.
Mario è disilluso ed appena uscito straccia le due lettere di raccomandazione. Poi si incontra con la sua amica Giovanna e grazie alla sua complicità mette a segno un bel colpo.
Ora Mario ritrova il coraggio per incontrare Caterina, la fidanzata che un anno prima ha scoperto dai giornali che il suo amato non era un onesto rappresentante di commercio.
Caterina lo ama ancora e vuole tornare a stare insieme. Per questo la giovane chiede a Mario di portarla in gita ad Orvieto, come avevano programmato.
Con l'auto prestata da Giovanna, Mario porta Caterina ad Orvieto e visitano il Duomo e tutta la città ininterrottamente.
A fine giornata Caterina si siede in auto esausta, mentre Mario beve due whisky in un bar della piazza del Duomo.
Tornato all'auto dopo qualche minuto, Mario si accorge che Caterina non può più rispondergli: lei giace sul sedile coperta di sangue.
Da questo istante tutto cambia e la vicenda prosegue a ritmo incalzante con la fuga rocambolesca di Mario.
La clandestinità del protagonista è aiutata prima da Giovanna e successivamente da un gruppo di giovani studenti anarchici, i quali prima lo braccano e poi si convincono della sua innocenza.
Cosa scopre Mario sul passato di Caterina, sul suo impiego come assistente sociale e sugli uomini del suo passato?
Come può un ladro dimostrare la propria innocenza ed incastrare l'assassino?

## Edizioni
- Giorgio Scerbanenco, Ladro contro assassino, collana Elefanti, Garzanti, 2001,  pp. XIV-146, ISBN 88-11-68505-2.